# Pietà (sentimento)
La pietà (dal latino: pietās) è un sentimento di compassione, partecipazione e pena per la sofferenza degli altri esseri viventi..
Il significato attuale della parola pietà non corrisponde al significato del termine latino da cui essa deriva: la pietas degli antichi era infatti la devozione religiosa, il sentimento d'amore patriottico e di rispetto verso la famiglia, oltre al valore intrinseco e gerarchico che essa rappresentava nel mondo ellenico.
Il significato del termine si è avvicinato a quello attuale di misericordia con il Cristianesimo, per il quale la pietà è un attributo di Dio.